# دونر گنبد

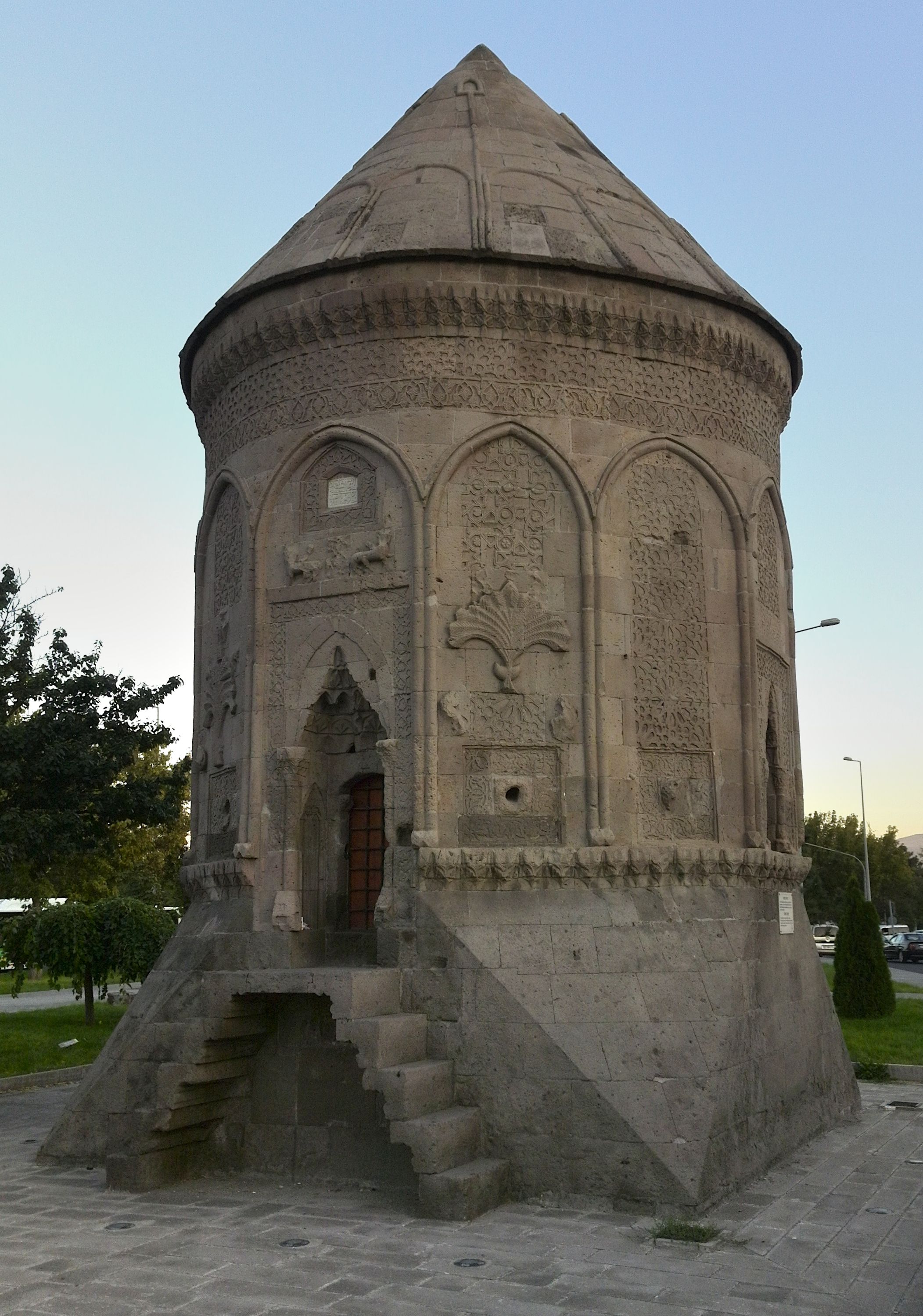

دونَر گنبد (ترکی استانبولی: Döner Kümbet) در سال ۱۲۷۶ در قیصریه برای شاه‌جهان خاتون، دختر سلطان سلجوقی آناتولی علاءالدین کیقباد ساخته شد. به همین دلیل، آن را به نام گنبد شاه‌جهان خاتون نیز می‌شناسند. این بنا در جاده تالاس واقع شده‌است.